# 1274

## Esdeveniments
Països Catalans
Resta del món
- El papa Gregori X decreta que d'aleshores ençà un nou papa haurà de ser elegit en conclave.[1]
- Eduard I d'Anglaterra imposa importants restriccions als jueus, entre elles l'obligació de portar bandes de color groc i la prohibició de la usura. Setze anys després, els jueus seran expulsats d'Anglaterra.[2]
- Els mongols de Khublai Khan intenten la invasió del Japó i són rebutjats. Tornaran a intentar-ho el 1281 per ser rebutjats de nou.[3]
- Ramon Llull escriu la seva Ars Magna[4]

## Necrològiques
Països Catalans
Resta del món
- 7 de març - monestir de Fossanova, Priverno (Campània, Itàlia): Sant Tomàs d'Aquino, filòsof cristià italià.
- 12 d'agost Oliver de Tèrme
- 2 de setembre - Japó: Príncep Munetaka, onzè shogun